# Saut à la perche masculin aux Jeux olympiques d'été de 1932
Pour un article plus général, voir Athlétisme aux Jeux olympiques d'été de 1932.
Navigation
Amsterdam 1928 Berlin 1936
L'épreuve du saut à la perche masculin aux Jeux olympiques de 1932 s'est déroulée le 3 août 1932 au Los Angeles Memorial Coliseum de Los Angeles, aux États-Unis. Elle est remportée par l'Américain William Miller.

## Résultats

### Finale
| Rang               | Athlète          | Pays       | Marque | Notes |
| ------------------ | ---------------- | ---------- | ------ | ----- |
| Médaille d'or      | William Miller   | États-Unis | 4.31   | OR    |
| Médaille d'argent  | Shūhei Nishida   | Japon      | 4.30   | OR    |
| Médaille de bronze | George Jefferson | États-Unis | 4.20   | =OR   |
| 4                  | William Graber   | États-Unis | 4.15   |       |
| 5                  | Shizuo Mochizuki | Japon      | 4.00   |       |
| 6                  | Lúcio de Castro  | Brésil     | 3.90   |       |
| 7                  | Peter Clentzos   | Grèce      | 3.75   |       |
|                    | Carlos Nelli     | Brésil     |        | NM    |